# Dibenzepin
Dibenzepin (Hersteller: Novartis) ist ein trizyklisches Antidepressivum, das 1965 auf den deutschen Markt kam. Von der chemischen Struktur ist es verwandt mit den Benzodiazepinen und einigen Neuroleptika (Clozapin, Olanzapin, Quetiapin, Zotepin), ohne aber deren pharmakologischen Eigenschaften zu teilen. Dibenzepin hat eine relative kurze Halbwertszeit von ca. 9 Stunden bei einer Plasmabindung von 80 %. Es wirkt sedierend, antidepressiv und angstlösend. Es hat die typischen Nebenwirkungen der trizyklischen Antidepressiva (s. dort).
Therapeutisch werden Dosen von 240 bis 720 mg täglich eingesetzt. Im Gegensatz zu anderen trizyklischen Antidepressiva liegen toxische Plasmaspiegeln von Dibenzepin wesentlich höher (über 3000 ng/ml).

## Anwendung in der Schwangerschaft
Es gibt klare Hinweise für Risiken des menschlichen Fötus, aber der therapeutische Nutzen für die Mutter kann überwiegen. Dibenzepin sollte in der Schwangerschaft nur eingesetzt werden, wenn es unbedingt erforderlich ist.

## Wirkung auf die Fahrtüchtigkeit und auf das Bedienen von Maschinen
Dibenzepin kann die Reaktionsfähigkeit einschränken. Dies muss in Bezug auf die Fahrtüchtigkeit und das Bedienen von Maschinen bedacht werden.

## Handelsnamen
Monopräparate

Noveril TR (CH), Noveril retard (A)